# Jesse Fuller McDonald

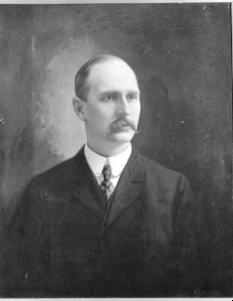
Jesse Fuller McDonald.

Jesse Fuller McDonald, född 30 juni 1858 i Ashtabula, Ohio, död 25 februari 1942 i Denver, Colorado, var en amerikansk republikansk politiker. Han var guvernör i delstaten Colorado 1905–1907.
McDonald växte upp i Ohio i en familj av skotsk härkomst och flyttade 1879 till Colorado för att arbeta för ett gruvbolag i Leadville. Med åren gjorde han en framgångsrik karriär, blev själv gruvägare och bankdirektör i Leadville. År 1899 tillträdde han som stadens borgmästare.
McDonald var viceguvernör i Colorado 1903–1905. Guvernörsvalet 1904 var mycket omtvistat. Först tillträdde demokraten Alva Adams som guvernör men han avsattes den 17 mars 1905. Republikanen James Hamilton Peabody tillträdde på nytt som guvernör men han gick med på en kompromisslösning och steg åt sidan för McDonald som blev den tredje guvernören i Colorado inom loppet av en dag. McDonald efterträddes 1907 som guvernör av Henry Augustus Buchtel.